# Villa Henckel

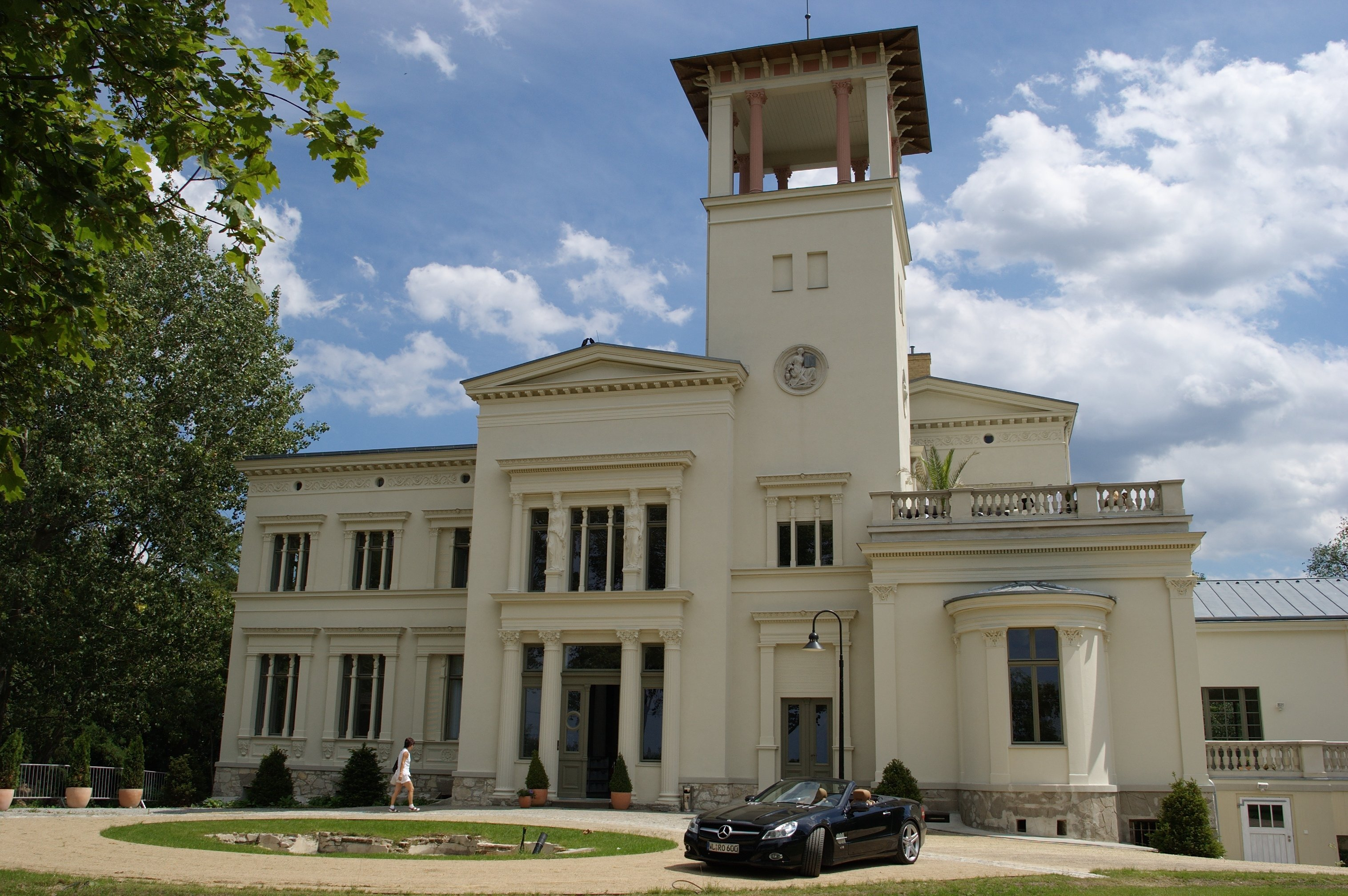
Villa Henckel in Potsdam

Die Villa Henckel ist eine zweigeschossige spätklassizistische Turmvilla auf dem Pfingstberg in Potsdam. Sie ist Teil des UNESCO-Weltkulturerbes Schlösser und Parks von Potsdam und Berlin. Die zugehörige Parkanlage befindet sich im Eigentum der Stiftung Preußische Schlösser und Gärten.

## Lage
Die Villa steht mit der Anschrift Große Weinmeisterstraße 43 in der Potsdamer Nauener Vorstadt in exponierter Lage auf dem Pfingstberg. Zusammen mit der Villa Lepsius und der Villa Quandt zählt sie zu den vornehmen Villen dieser Gegend. Zum Ensemble gehört auch die Villa Schlieffen. Villa und Park sind Teil der von Friedrich Wilhelm IV. initiierten Potsdamer Kulturlandschaft, in die um 1850 Landhäuser italienischen Stils mit zahlreichen Blickbeziehungen in die Wasserlandschaft der Havel integriert wurden.

## Geschichte
Von 1868 bis 1870 wurde die Villa von Baumeister Ernst Petzholtz für den Berliner Bankdirektor Hermann Henckel erbaut. Die umgebende ausgedehnte Parkanlage wurde ab 1872 von den Hofgärtnern Hermann Vollert und Gustav Meyer, Schüler von Peter Joseph Lenné angelegt. Zum Anwesen gehört auch ein Winzerhaus, das Mitte des 19. Jahrhunderts im Stil eines antiken Tempels erbaut wurde. Villa und Park spiegeln die Potsdamer Kulturlandschaft Friedrich Wilhelms IV mit einzelnen Landhäusern im italienischen Stil in ausgedehnter Park- und Wasserlandschaft.
2004 erwarb der Medienmanager Mathias Döpfner die Villa, der in den Jahren 2008 bis 2010 zunächst die Innenräume und die Fassaden sanieren ließ. Von 2010 bis 2012 nutzte die Business School Berlin Potsdam das Gebäude.
2014 verpflichtete Döpfner sich, die Sanierung des 6,3 ha großen Parkareals der Villa Henckel, welches er 2004 nicht miterworben hatte, mit 1,8 Millionen Euro zu finanzieren. Im Gegenzug überlässt die Schlösserstiftung ihm etwa 1,5 ha des Parks für 60 Jahre im Nießbrauch zur persönlichen Nutzung. Es folgte jahrelanger Streit über die Umstände der Parksanierung und die öffentliche Zugänglichkeit des Parkareals. Die Sanierungsarbeiten wurden im April 2023 abgeschlossen.

## Architektur

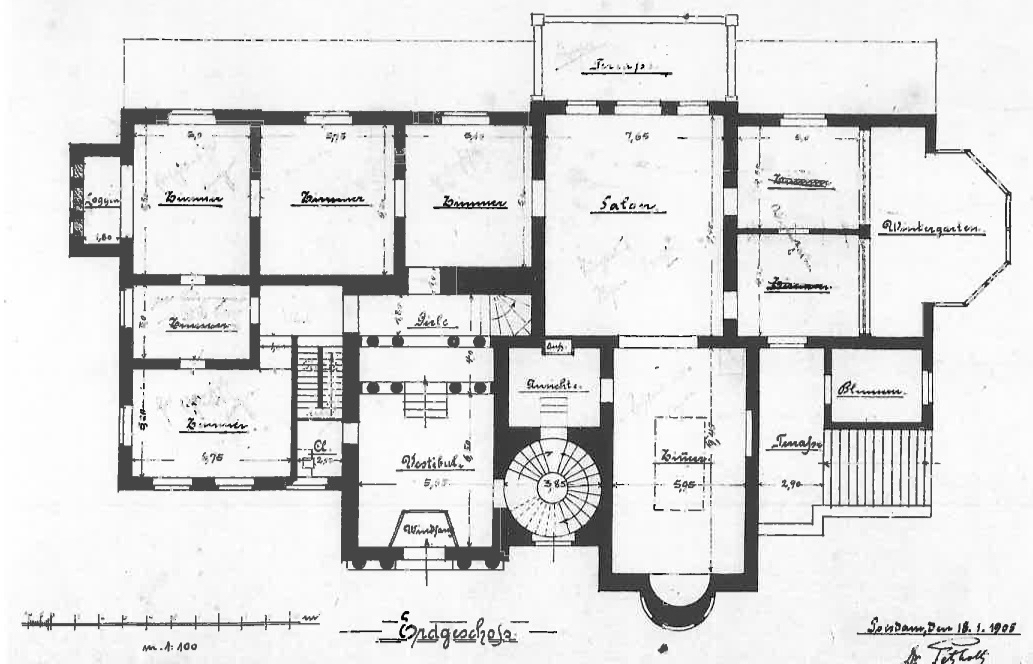
Grundriss Erdgeschoss der Villa Henckel

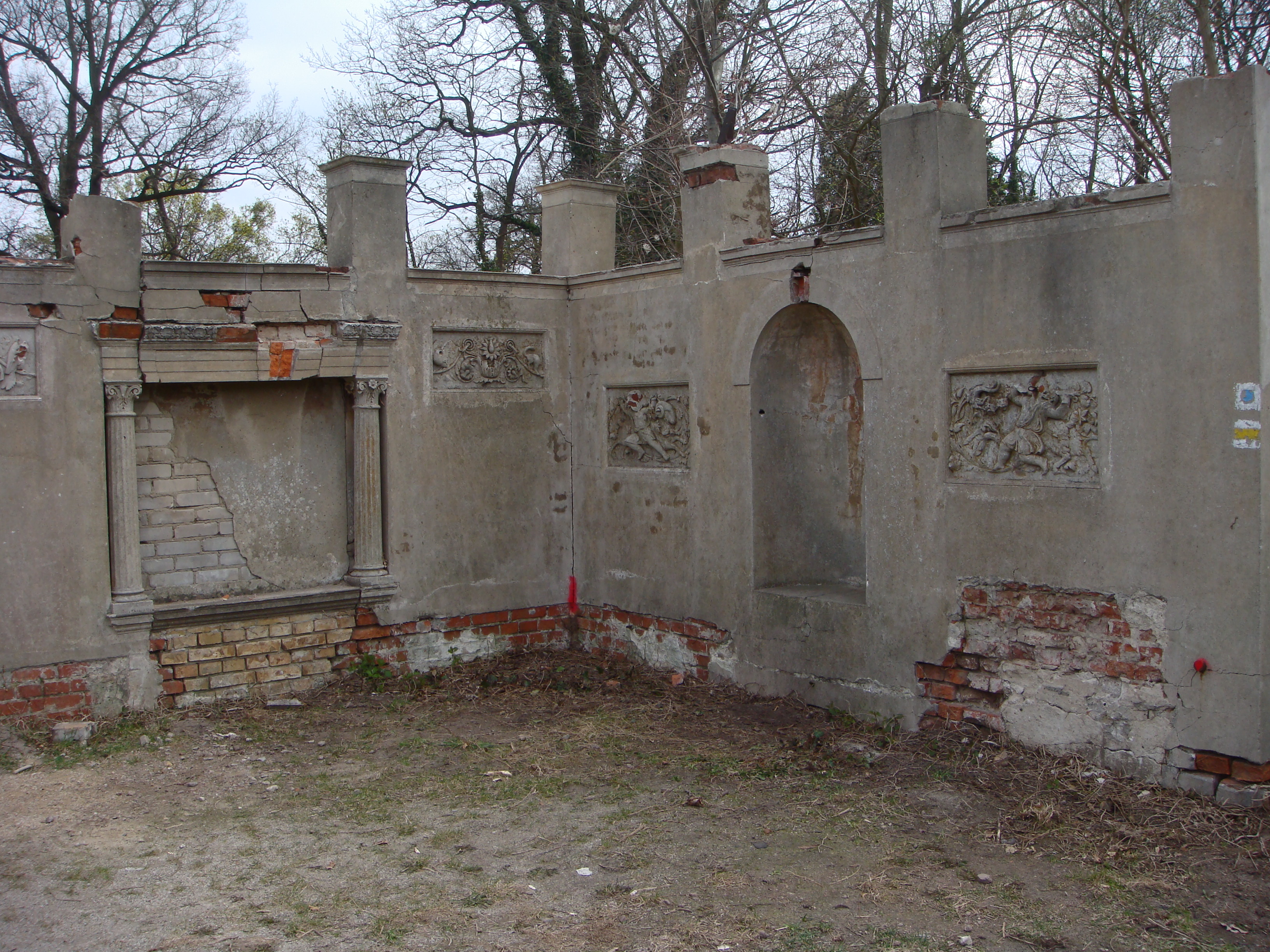
Teilansicht des Stibadiums neben der Villa Henckel auf dem Pfingstberg in Potsdam, entworfen von Ludwig Ferdinand Hesse

Die Villa Henckel ist eine asymmetrische, im Kern zweigeschossige Turmvilla mit zwei doppelgeschossigen Risaliten mit Halbsäulen und Karyatiden. Die östliche Fassade zur Talseite ist dreigeschossig. Das davor liegende Gelände wurde inzwischen wieder auf das Niveau der Entstehungszeit abgetragen. Ursprünglich erfolgte der repräsentativ inszenierte Zugang über einen Serpentinenweg von der Großen Weinmeisterstrasse. Vor dem Eingang befand sich eine Fontäne mit einer lebensgroßen Ceresstatue. Über die großzügige tempelartige zweigeschossige Eingangshalle mit korinthischen Säulen wurde die Raumfolge der repräsentativen Räume der Ostseite erreicht, der sich südlich der große Saal und ein fast 80 m² großer Wintergarten anschließen. Westlich des großen Saales lag das kapellenartige Speisezimmer mit Apsis. Die Wohnräume befanden sich im niedrigeren Obergeschoss.